# Janderup Kirke
Janderup Kirke er en romansk bygning 100 m nord for en af Varde Ås bugtninger. Fra kirken til Janderups sydlige udkant er der ca 600 m. Cirka 250 sydvest for kirken findes naturhavnen Janderup Ladeplads.
Placeringen på kanten af Varde Bakkeø, tæt på den meget tidevandspåvirkede Varde Å, gør området meget udsat for oversvømmelser. Kirkegården har da også gentagne gange i kirkens historie stået under vand.[kilde mangler]
Kirken er indvendigt rigt udsmykket med kalkmalerier.
Arkitekturhistorikeren Jacob Helms var præst her 1868-1874.

## Galleri
- Orgelet
- Nederste halvdel af altertavlen
- Prædikestolen
- Jomfru Maria
- Udsigt fra kirketårnet over Varde Å

## Ekstern henvisning
- Janderup Kirke Arkiveret 13. februar 2010 hos  Wayback Machine
- Gravsteder på Janderup Kirkegård
- Janderup Kirke hos KortTilKirken.dk
- Janderup Kirke i bogværket Danmarks Kirker (udg. af Nationalmuseet)